# 프리츠 더 캣
《프리츠 더 캣》(Fritz The Cat)은 미국에서 제작된 랠프 백시 감독의 1972년 애니메이션, 코미디, 드라마, 범죄 영화이다. 로제타 러누아 등이 주연으로 출연하였고 스티브 크랜츠 등이 제작에 참여하였다.

## 출연진

### 주연
- 스킵 히넌트
- 로제타 러누아
- 존 매커리
- 필 슐링